# Ôn Chí Hào
Ôn Chí Hào (tiếng Anh: Wen Chih-hao, tiếng Trung: 溫智豪; sinh ngày 25 tháng 3 năm 1993) là một cầu thủ bóng đá người Đài Loan hiện tại thi đấu ở vị trí tiền vệ cho Beijing Enterprises Group F.C..

## Thống kê sự nghiệp
Thống kê chính xác tính đến trận đấu diễn ra ngày 3 tháng 11 năm 2018. 
| Thành tích câu lạc bộ       | Thành tích câu lạc bộ | Thành tích câu lạc bộ     | Giải vô địch | Giải vô địch | Cúp     | Cúp       | Cúp Liên đoàn | Cúp Liên đoàn | Châu lục | Châu lục  | Tổng | Tổng |
| --------------------------- | --------------------- | ------------------------- | ------------ | ------------ | ------- | --------- | ------------- | ------------- | -------- | --------- | ---- | ---- |
| Câu lạc bộ !\| Giải vô địch | Số trận               | Bàn thắng                 | Số trận      | Bàn thắng    | Số trận | Bàn thắng | Số trận       | Bàn thắng     | Số trận  | Bàn thắng |      |      |
| Trung Hoa Đài Bắc           | Trung Hoa Đài Bắc     | Trung Hoa Đài Bắc         | Giải vô địch | Giải vô địch | Cúp     | Cúp       | Cúp Liên đoàn | Cúp Liên đoàn | Châu Á   | Châu Á    | Tổng | Tổng |
| 2013                        | Taiwan Power Company  | Intercity Football League |              |              | -       | -         | -             | -             | -        | -         |      |      |
| Trung Quốc                  | Trung Quốc            | Trung Quốc                | Giải vô địch | Giải vô địch | FA Cup  | FA Cup    | CSL Cup       | CSL Cup       | Châu Á   | Châu Á    | Tổng | Tổng |
| 2013                        | Beijing Enterprises   | China League One          | 23           | 0            |         |           | -             | -             | -        | -         | 23   | 0    |
| 2014                        | Beijing Enterprises   | China League One          | 29           | 3            | 0       | 0         | -             | -             | -        | -         | 29   | 3    |
| 2015                        | Beijing Enterprises   | China League One          | 16           | 1            | 3       | 0         | -             | -             | -        | -         | 19   | 1    |
| 2016                        | Beijing Enterprises   | China League One          | 26           | 3            | 2       | 0         | -             | -             | -        | -         | 28   | 3    |
| 2017                        | Beijing Enterprises   | China League One          | 19           | 4            | 1       | 0         | -             | -             | -        | -         | 20   | 4    |
| 2018                        | Beijing Enterprises   | China League One          | 19           | 2            | 0       | 0         | -             | -             | -        | -         | 19   | 2    |
| Tổng                        | Trung Hoa Đài Bắc     | Trung Hoa Đài Bắc         |              |              | 0       | 0         | 0             | 0             | 0        | 0         |      |      |
| Tổng                        | Trung Quốc            | Trung Quốc                | 132          | 13           | 6       | 0         | 0             | 0             | 0        | 0         | 138  | 13   |
| Tổng cộng sự nghiệp         | Tổng cộng sự nghiệp   | Tổng cộng sự nghiệp       | 132          | 13           | 6       | 0         | 0             | 0             | 0        | 0         | 138  | 13   |

## Bàn thắng quốc tế
Tính đến trận đấu diễn ra ngày 5 tháng 9 năm 2019. Tỉ số của Trung Hoa Đài Bắc liệt kê đầu tiên, cột tỉ số biểu thị tỉ số sau mỗi bàn thắng của Ôn Chí Hào.
| # | Ngày                | Địa điểm                                          | Số trận | Đối thủ    | Tỉ số | Kết quả | Giải đấu                       |
| - | ------------------- | ------------------------------------------------- | ------- | ---------- | ----- | ------- | ------------------------------ |
| 1 | 3 tháng 9 năm 2015  | Sân vận động Shahid Dastgerdi, Ekbatan, Iran      | 12      | Iraq       | 1–3   | 1–5     | Vòng loại World Cup 2018       |
| 2 | 9 tháng 10 năm 2015 | Sân vận động Thành phố Đài Bắc, Đài Bắc, Đài Loan | 14      | Ma Cao     | 1–1   | 5–1     | Giao hữu                       |
| 3 | 4 tháng 12 năm 2017 | Sân vận động Thành phố Đài Bắc, Đài Bắc, Đài Loan | 31      | Đông Timor | 1–0   | 3–1     | Giải bóng đá quốc tế CTFA 2017 |
| 4 | 5 tháng 9 năm 2019  | Sân vận động Thành phố Đài Bắc, Đài Bắc, Đài Loan | 33      | Jordan     | 1–2   | 1–2     | Vòng loại World Cup 2022       |

## Danh hiệu
Taiwan Power Company
Vô địch
- Intercity Football League (2): 2012, 2014

Á quân
- Intercity Football League: 2013

## Đời sống cá nhân
Ôn tốt nghiệp từ trường trung học North Gate và bố mẹ của anh đều là người Bunun.